# Plan W
Plan W is de benaming die de Nederlandse Spoorwegen gaven aan 50 spoorwegrijtuigen die in de jaren 1966 en 1968 aan dit bedrijf zijn geleverd door Werkspoor te Utrecht. Van dit type zijn alleen rijtuigen met tweede klasse gebouwd, waardoor zij altijd samenreden met andere rijtuigen. 

## Geschiedenis
In 1966 leverde Werkspoor een eerste serie van 24 rijtuigen (plan W1), die speciaal bestemd waren voor de buurlandtreinen naar Duitsland en België. In deze serie is op grote schaal aan gewichtsbesparing gedaan. Voor de inrichting is gekeken naar de Duitse serie rijtuigen voor binnenlands verkeer, de "Silberlinge", die dezelfde afmetingen hadden. Om de reizigers meer beenruimte te verschaffen bracht NS elf afdelingen voor acht reizigers aan, tegen twaalf bij de Bn-rijtuigen van de Deutsche Bundesbahn. De draaistellen zijn van hetzelfde type als de loopdraaistellen die onder de elektrische NS-treinstellen van Mat '64 zijn geplaatst.
De rijtuigen werden in dienst gesteld en kregen de nummerserie B 4101-4124 toegewezen. In 1969 kregen zij de computernummers 21-30 401 t/m 428, waarbij nummers eindigend op 9 en 0 werden overgeslagen. Bij een treinongeluk in Düsseldorf in 1970 werd de 21-30 423 (ex-B 4119) zo zwaar beschadigd, dat dit rijtuig moest worden gesloopt. 
In 1968 volgde een tweede bouwserie van 26 rijtuigen, plan W2. Zij waren uitsluitend voor de binnenlandse dienst bedoeld. De verwarming kon alleen onder 1500 volt gelijkspanning werken en daarom bleef hun inzetgebied beperkt tot de spoorlijnen in Nederland. Voor de rest waren ze identiek aan de eerste bouwserie. Zij kregen bij de levering aan NS niet de geplande nummers B 4201-4226, maar meteen de standaard UIC-rijtuignummering 21-37 501 t/m 532. Ook hierbij werden de nummers eindigend op 9 of 0 niet gebruikt.
Plannen in 1971 voor een derde serie van 40 rijtuigen, plan W3 voor het buurlandverkeer, gingen niet door omdat NS er de voorkeur aan gaf rijtuigen in de verbinding met Duitsland door de DB te laten stellen. Wel liet de DB de mogelijkheid open dat de NS 30 van 500 door DB te bestellen rijtuigen in eigendom zou krijgen. Dit gebeurde uiteindelijk niet.

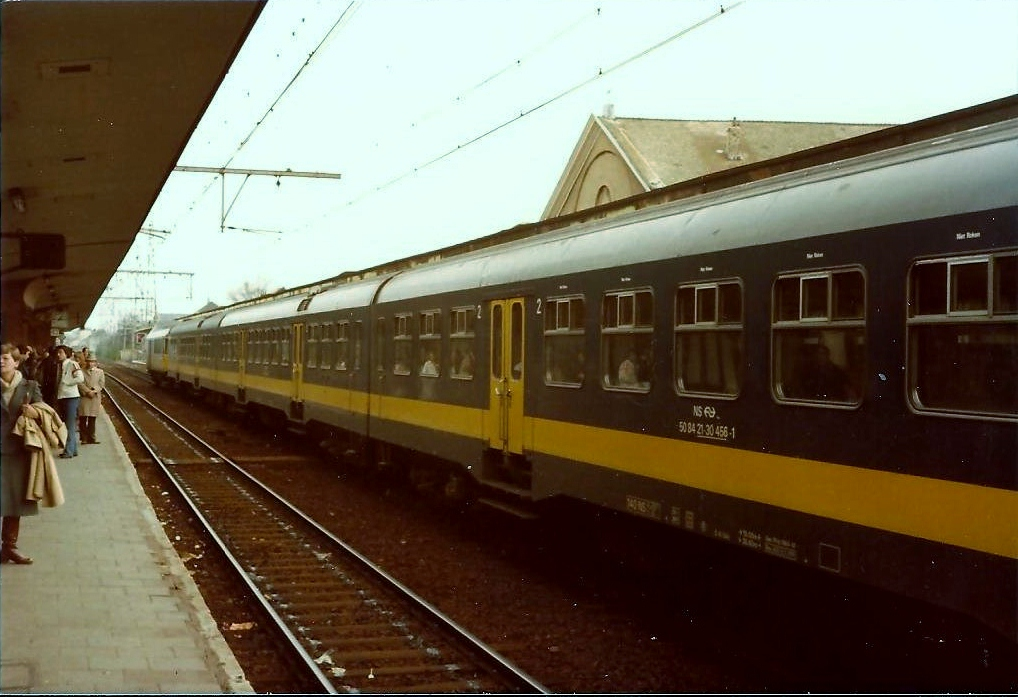
Rijtuigen Plan W1 in de beneluxdienst.

Van plan W1 uit 1966 werden in 1973-1974 twintig stuks aangepast voor inzet in de trekduwtreinen van de Beneluxdienst. Later werden ook de overige drie hiervoor geschikt gemaakt. De rijtuignummers werden daarbij 21-37 451 t/m 477. De inzet in de Beneluxtreinen Amsterdam – Brussel eindigde in 1987, waarna zij overgingen naar de binnenlandse dienst.
De rijtuigen werden buiten dienst gesteld in 1996. Door materieelgebrek kwamen enkele rijtuigen in 1998 echter weer in dienst als versterkingsrijtuig. In 1999/2000 kwam, na een opknapbeurt, het merendeel van de rijtuigen weer in dienst, niet als versterkingsrijtuig maar als vast onderdeel van een stam. Een deel van de rijtuigen fungeerde echter als plukrijtuig voor de op te knappen rijtuigen en werd daarna afgevoerd voor sloop. Het definitieve einde kwam in 2003.

## Kleurstelling

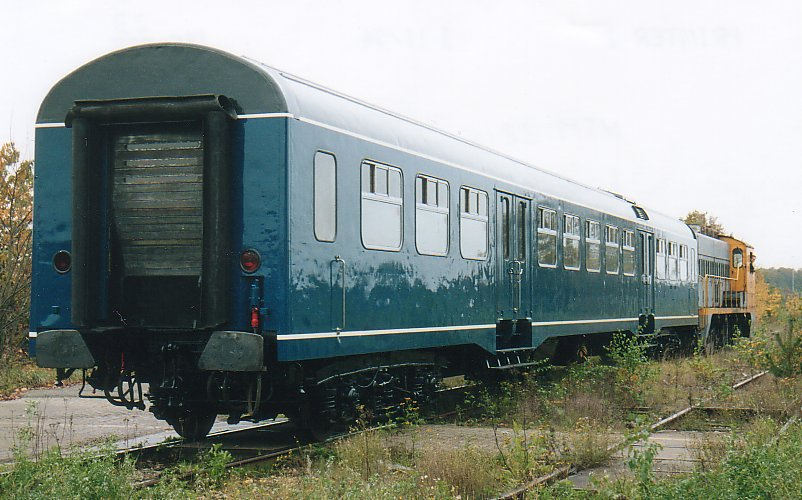
Plan W-rijtuig B 4118 van het Spoorwegmuseum in de oorspronkelijke kleurstelling te Amersfoort.

De rijtuigen Plan W werden afgeleverd in de sinds 1954 toegepaste Pruisisch blauwe kleurstelling die in de jaren vijftig en zestig gebruikelijk was voor getrokken rijtuigen. De exemplaren in de Beneluxdienst (W1) werden donkerblauw geschilderd, met een gele band. De overige rijtuigen  (serie W2) werden tussen 1982 en 1984 tijdens een revisie geel-blauw geschilderd volgens het kleurenschema van de rijtuigen ICR (het standaard Intercity-kleurenschema), waarmee zij toen samen dienstdeden. De ex-Benelux-rijtuigen kregen uiteindelijk ook deze kleurencombinatie. Overigens werden de rijtuigen niet voorzien van een ander, comfortabeler Intercity-interieur.

## Bewaard
Er zijn drie rijtuigen bewaard door het Nederlands Spoorwegmuseum te Utrecht, waarvan de 21-37 452 rijvaardig is en is teruggebracht in de afleveringstoestand als B 4118 met oude ramen en de blauwe kleurstelling.
In juni 2009 werden de twee andere exemplaren (21-37 455 en 21-37 457) overgedragen aan de Friese Stoomtrein Maatschappij (FStM), die ze na herstel wilde inzetten op een toeristische stoomtreindienst tussen Sneek en Stavoren. De rijtuigen werden gereviseerd bij Shunter in Roosendaal. De FStM ging in 2011 failliet en de rijtuigen werden eigendom van een van de schuldeisers. 
In 2013 zijn deze twee rijtuigen Plan W door de Stichting Historisch Dieselmaterieel uit de failliete boedel van de FStM overgenomen. In juli 2013 werden beide rijtuigen overgebracht van Roosendaal naar Amersfoort, waar zij zullen worden opgeknapt. Rijtuig 21-37 455 (ex-B 4105) is sinds 2018 rijvaardig in de Benelux-uitvoering.

## Interieurfoto's

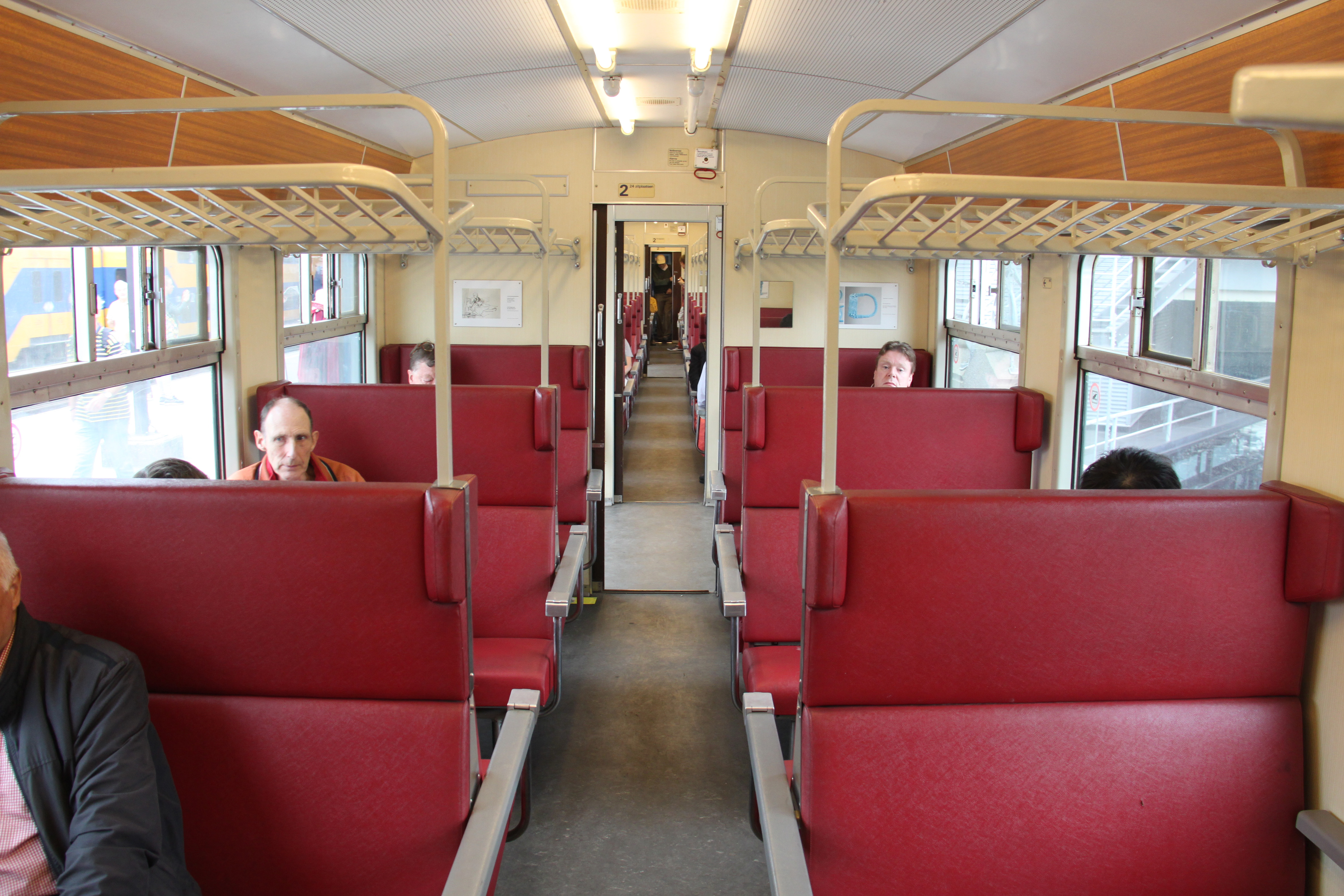
Interieur 2e klas
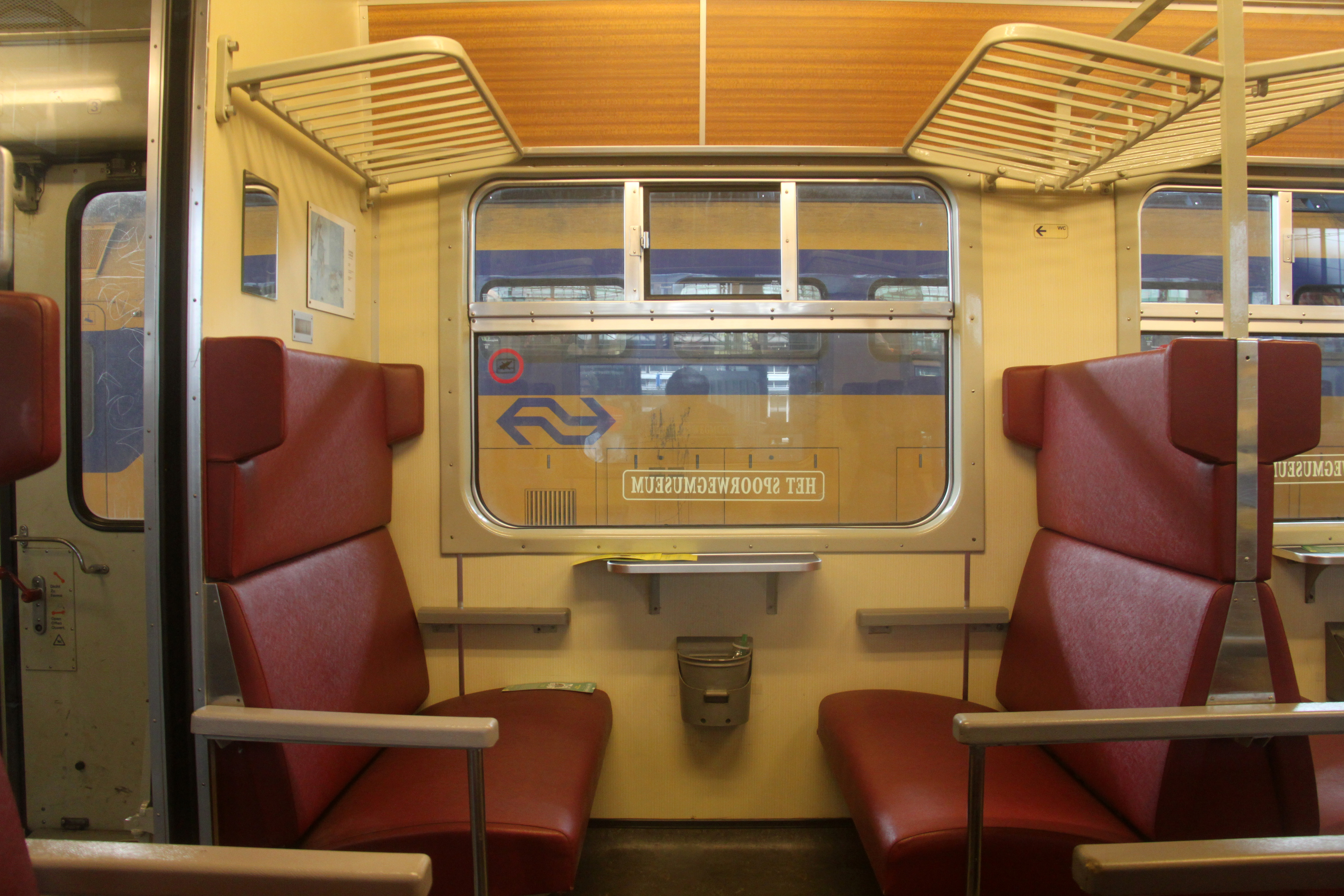
Interieur 2e klas
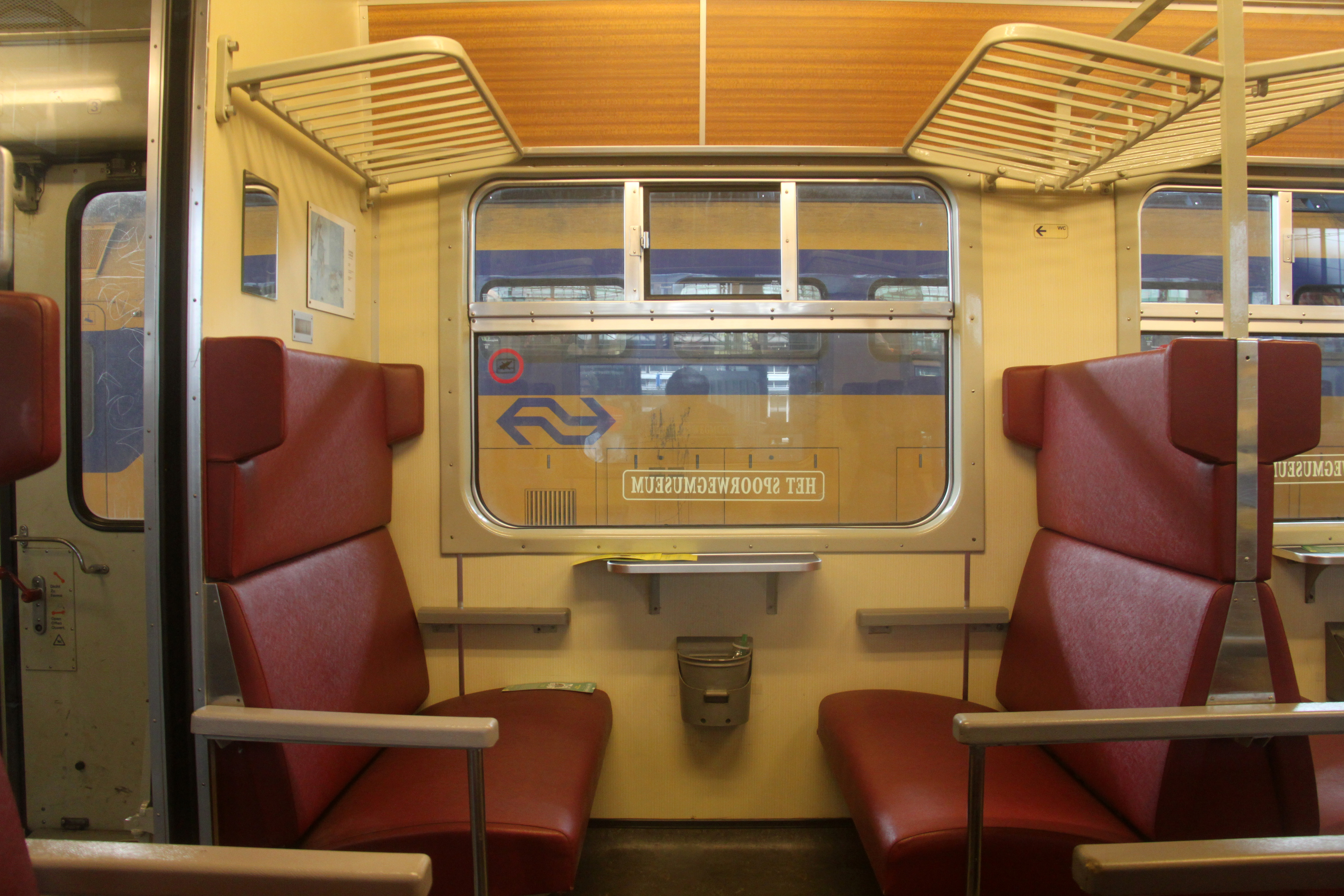
Interieur 2e klas
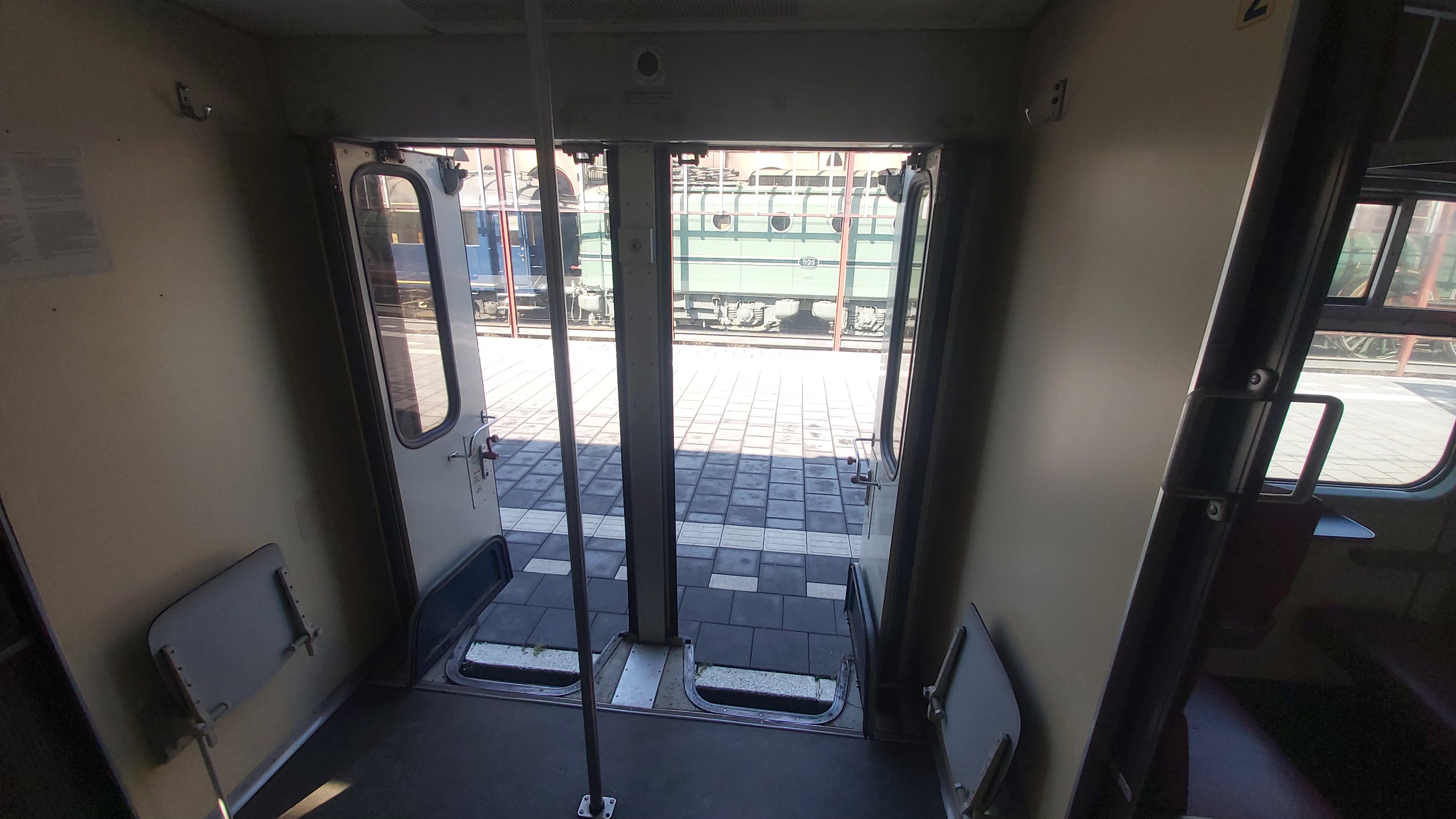
Balkon met geopende deuren
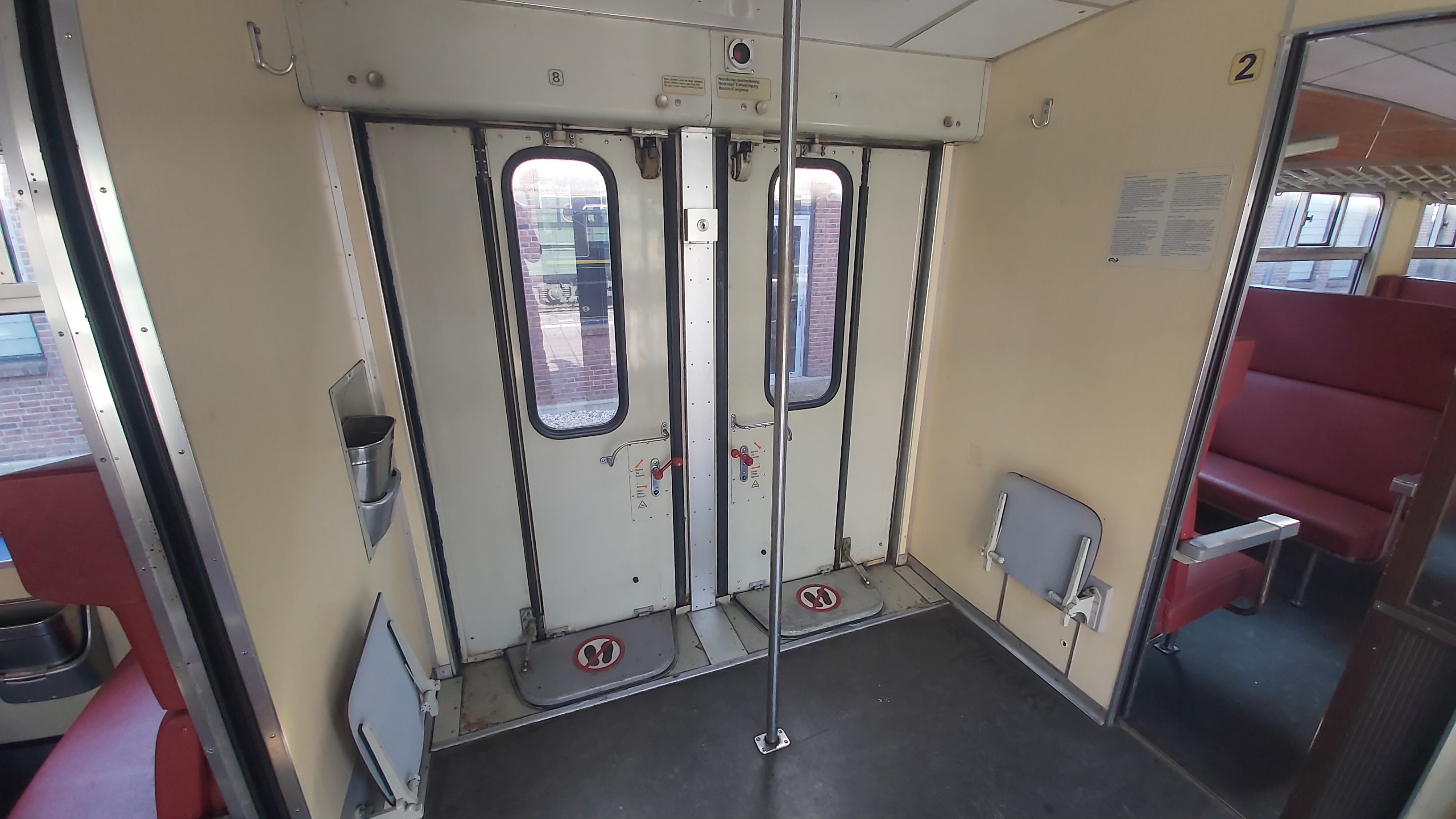
Balkon met gesloten deuren